# Dactylokepon catoptri
Dactylokepon catoptri is een pissebed uit de familie Bopyridae. De wetenschappelijke naam van de soort en het geslacht Dactylokepon is voor het eerst geldig gepubliceerd in 1910 door Thomas Roscoe Rede Stebbing. Het specimen, 3 mm lang, werd aangetroffen op de krabbensoort Catoptrus nitidus in de Amiranten.